# Avanti Air
Avanti Air GmbH & Co. KG, plus connue sous le nom Avantiair, est une petite compagnie aérienne allemande basée à Burbach avec une base de maintenance à l' aéroport de Siegerland, opérant des services ad hoc d'affrètement et de location avec équipage d' avions.

## Histoire

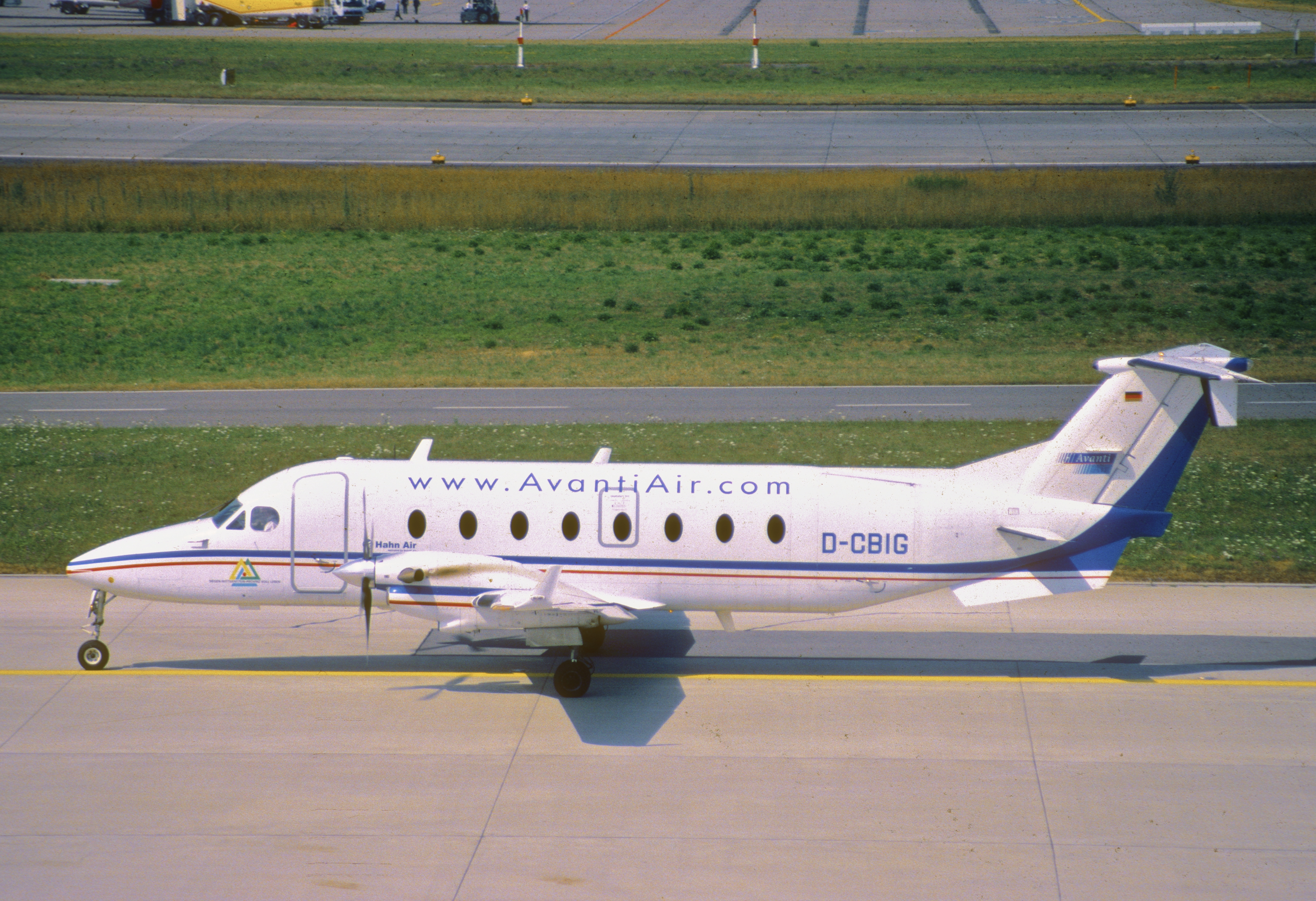
Un Beech 1900D d'Avanti Air à Zurich en 2003

Avanti Air (d'après le mot italien avenir ) a commencé ses opérations le 1er juillet 1994. Elle a été fondée par les anciens pilotes Markus Baumann (aujourd'hui directeur général) et Stefan Kissinger (aujourd'hui directeur général) en tant que société de gestion d'avions. Elle est entrée sur le marché de l'affrètement en 1996 avec deux avions Raytheon Beech 1900C .
En 2007, l'entreprise était détenue par Gerhard Mahler (33,33%), Markus Baumann (33,33%) et Stefan Kissinger (33,33%) et comptait 73 employés.
À l'automne 2014, Avanti Air a introduit le Fokker 100 dans sa flotte de charters avec un nouveau design d'entreprise . En novembre 2015, la compagnie aérienne a progressivement abandonné son dernier avion ATR72 au profit d'un deuxième Fokker 100 et est donc devenue un opérateur d'avion entièrement à réaction.

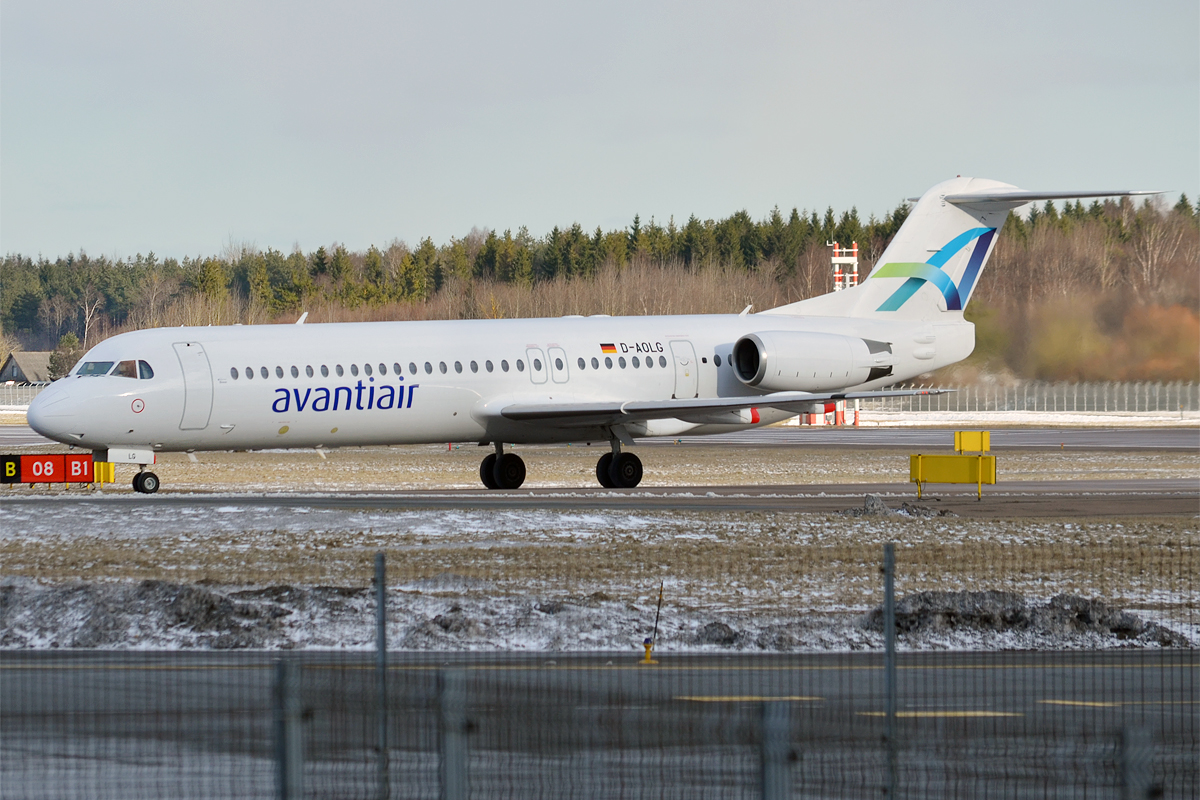
Avanti Air, D-AOLG, Fokker F100 avec la livrée actuelle adoptée en 2014

Ancien logo d'Avanti Air

## Destinations
Avanti Air propose des opérations d'affrètement et de location avec équipage à long et court terme à d'autres compagnies aériennes et voyagistes ainsi que des services d'affrètement ad hoc, par exemple pour les VIP.

## Flotte

### Flotte actuelle
Avanti Air compte les avions suivants en novembre 2020 :

### Flotte historique

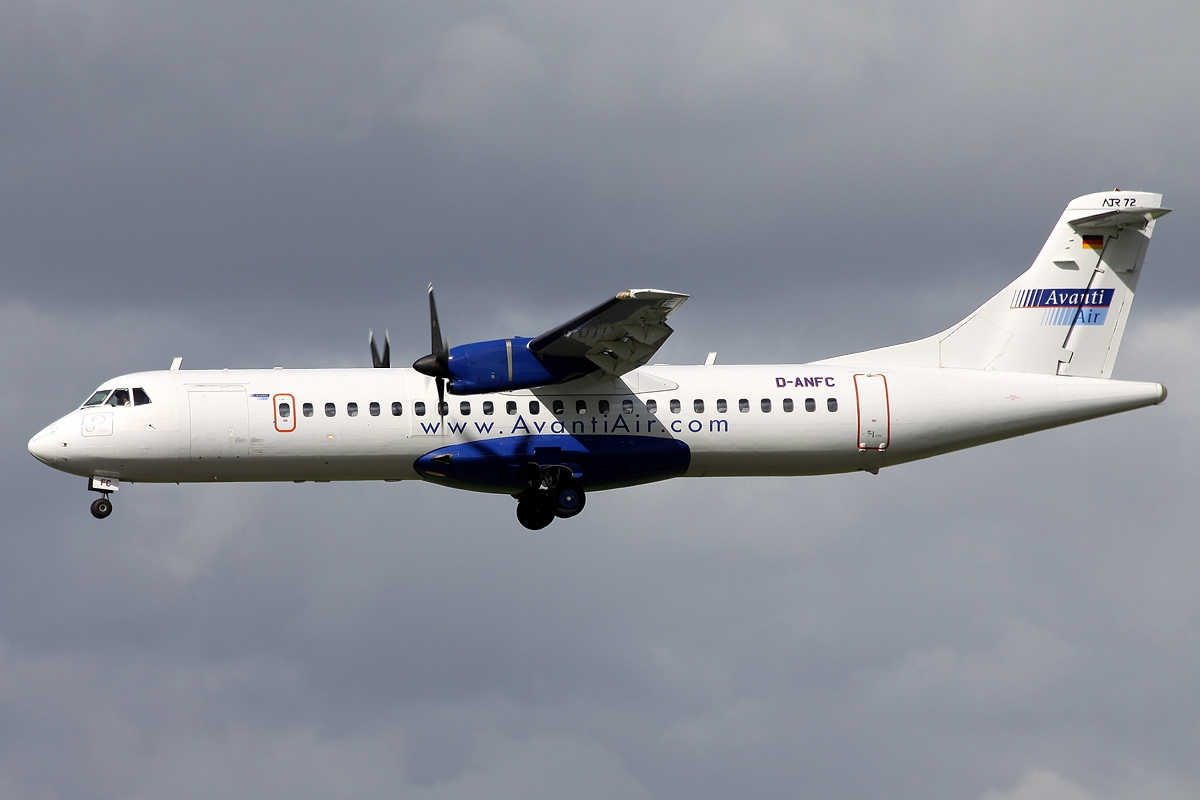
Un ancien ATR 72-202 d'Avanti Air

Les anciens appareils exploités par Avanti Air et désormais retirés de la flotte sont les suivants :
- ATR 42
- ATR 72
- Beech 1900D
- Fokker 100